# الإسلام: إمبراطورية الإيمان
الإسلام: إمبراطورية الإيمان (بالإنجليزية: Islam: Empire of Faith) هو مسلسل وثائقي أُنتج في عام 2000، يوضح تاريخ الإسلام، من ميلاد النبي محمد إلى الإمبراطورية العثمانية. يرويها بن كينغسلي وهي متاحة على شكل ثلاثة أقراص رقمية (DVD) أو مجلدين فيديو بتنسيق التلفزة (NTSC) .
تتناول الحلقة الأولى حياة النبي محمد، والثانية الخلافة المبكرة والحروب الصليبية والغزو المغولي، والثالثة الدولة العثمانية والدولة الصفوية.
وقد عمل أساتذة كلية بوسطن جوناثان بلوم وشايلا بلير [الإنجليزية]
 كمستشارين للمسلسل.

## طالع أيضًا
- قائمة الأفلام الإسلامية
- قائمة الأفلام عن النبي محمد [الإنجليزية]

## روابط خارجية
- Islam: Empire of Faith  في قاعدة بيانات الأفلام على الإنترنت (بالإنجليزية)
- "Islam: Empire of Faith". PBS.org. 2000. مؤرشف من الأصل في 2025-04-27.